# P與JK
《P與JK》（日语：PとJK）是日本漫畫家三次真紀的少女漫畫作品。由漫畫雜誌《別冊FRIEND》2013年1月號（講談社）上開始連載，2014年11月號起作者因產假休刊，2015年11月號繼續連載。作品標題中的「P」代表“Police”（警察）；「JK」為“jyoshi kousei”（じょしこうせい）日本女高中生的流行簡稱。
2017年6月已銷量突破420萬本。2017年本作獲得第41回講談社漫畫賞少女部門賞 ，同年3月25日真人電影版於日本公開上映。

## 故事簡介
16歲的高中生的本谷歌子，謊報年紀以大學生身份參加朋友姊姊的聯誼會，相遇上23歲的警察功太。起初因為二人的身份立場有很大差異，身為警察官的功太並不能與女高中生交往，因此唯一的解決方法就是結婚，面對各式各樣的困難，開展向周遭保密的夫婦生活。

## 登場人物
本谷歌子
女主角，16歲（故事中段為17歲），音尾高校普通科1年級生。謊報成年年齡參加聯誼，對功太一見鍾情，以真誠打動功太，與他展開秘密結婚生活。
佐賀野功太
男主角，22歲（故事中段為23歲），警察。最初不願意與年下的歌子交往，後來被歌子感動，結成夫婦，與歌子過著秘密結婚生活。
大神平助
音尾高校普通科1年級生，歌子的同班同學，在故事前段被校內的人當作壞學生，後被歌子發現其實性格善良，主動邀請大神君成為朋友。
矢口三門
歌子的朋友，知道歌子和功太結婚的少數人。

## 出版書籍
| 卷數 | 講談社         | 講談社                                        | 東立出版社     | 東立出版社             |
| 卷數 | 發售日期       | ISBN                                          | 發售日期       | ISBN                   |
| ---- | -------------- | --------------------------------------------- | -------------- | ---------------------- |
| 1    | 2013年4月12日  | ISBN 978-4-06-341854-5                        | 2014年10月15日 | ISBN 978-986-348-635-0 |
| 2    | 2013年7月12日  | ISBN 978-4-06-341875-0                        | 2014年10月15日 | ISBN 978-986-348-636-7 |
| 3    | 2013年12月13日 | ISBN 978-4-06-341890-3                        | 2015年6月29日  | ISBN 978-986-348-637-4 |
| 4    | 2014年4月11日  | ISBN 978-4-06-341912-2                        | 2015年7月23日  | ISBN 978-986-348-815-6 |
| 5    | 2014年8月12日  | ISBN 978-4-06-341932-0                        | 2015年10月19日 | ISBN 978-986-365-973-0 |
| 6    | 2016年1月13日  | ISBN 978-4-06-392025-3                        |                |                        |
| 7    | 2016年6月13日  | ISBN 978-4-06-392041-3                        |                |                        |
| 8    | 2016年12月13日 | ISBN 978-4-06-392093-2                        |                |                        |
| 9    | 2017年3月13日  | ISBN 978-4-06-392104-5                        |                |                        |
| 10   | 2017年9月13日  | ISBN 978-4-06-392131-1                        |                |                        |
| 11   | 2018年2月13日  | ISBN 978-4-06-510886-4 ISBN 978-4-06-397051-7 |                |                        |
| 12   | 2018年7月13日  | ISBN 978-4-06-512032-3                        |                |                        |
| 13   | 2018年12月13日 | ISBN 978-4-06-513914-1                        |                |                        |
| 14   | 2019年6月13日  | ISBN 978-4-06-516033-6                        |                |                        |
| 15   | 2019年11月13日 | ISBN 978-4-06-517633-7                        |                |                        |
| 16   | 2020年4月13日  | ISBN 978-4-06-519180-4                        |                |                        |

## 真人電影
《P與JK》真人改編電影由土屋太鳳和龜梨和也主演，2017年3月25日於日本正式上映。

### 演員
- 佐賀野功太：龜梨和也（台灣配音：黃天佑）
- 本谷歌子：土屋太鳳（台灣配音：傅其慧）
- 大神平助：高杉真宙（台灣配音：何志威）
- 矢口三門：玉城蒂娜（台灣配音：魏晶琦）
- 永倉二郎：西畑大吾（台灣配音：張立昂）
- 小森文：大政絢（台灣配音：魏晶琦）
- 本谷誠一：村上淳（台灣配音：宋克軍）
- 本谷陽子：友坂理惠（台灣配音：馮友薇）
- 山本：田口智朗（台灣配音：何志威）

### 製作團隊
- 原作：《P與JK》 三次真紀 （講談社《別冊FRIEND》連載）
- 導演：廣木隆一
- 編劇：吉川菜美
- 攝影：鍋島淳裕
- 照明：かげつよし
- 錄音：深田晃
- 音樂：大橋好規
- 插曲：“Marry you”（Bruno Mars）
- 美術：佐藤祥子
- 編審：菊池純一
- 出品：松竹
- 製作：《P與JK》製作委員會

## 外部連結
- 講談社《P與JK》漫畫介紹 （页面存档备份，存于）（日語）
- 電影《P與JK》官方網站（页面存档备份，存于）（日語）
- 互联网电影数据库（IMDb）上《P與JK》的资料（英文）